# لیا لوئیس
لیا ماری لیانگ لوئیس (انگلیسی: Leah Marie Liang Lewis؛ زاده ۹ دسامبر ۱۹۹۶) یک بازیگر چینی است. به خاطر نقش های جورجیا "جرج" فن در نانسی درو و الی چو در فیلم نتفلیکس نیمی از آن شناخته می شود. همچنین صداپیشگی نقش امبر را در المنتال انجام داد.